# Frédéric Luz
Frédéric Luz nascut a Tolosa de Llenguadoc, França, el 9 de març de 1964 és un escriptor i heraldista francès. També és l'actual pretendent a l'extint tron del Regne de la Araucanía i la Patagonia.

## Biografia
Frédéric Luz ha estudiat literatura moderna i és membre d'un club de tir. Viu a França, està casat i té dos fills.
Des de 1984, Luz ha treballat professionalment com heraldista i ha publicat una sèrie de treballs sobre el tema. Va ser conseller heràldic d'Enric d'Orleans, comte de París. Entre 2003 i 2004, va crear escuts d'armes per a ciutats i ministeris del govern del Senegal, així com per als presidents senegalesos Léopold Sédar Senghor i Abdoulaye Wade. Pel seu treball, va ser nomenat Comandant de l'Ordre Nacional del Lleó de Senegal.
Frédéric Luz va ser nomenat vicepresident de l'ONG Auspice Stella, que treballa per promoure els drets del poble maputxe en la comunitat internacional.
El 24 de març de 2018, en una reunió del Consell de Regència del Regne de Araucanía, Luz va ser escollit com el nou "príncep de Araucanía i Patagonia". Sobre aquest tema, ja en 1873, el Tribunal Penal de París havia determinat que Antoine de Tounens, el primer rei de Araucanía i Patagonia, no justificava el seu estatus com a sobirà.

## Obres
- Armorial de France et d'Europe, No. 1, (Courtnay, 1990)
- Armorial de France et d'Europe, No. 2, (Gaillac: La Place Royale éditions, 1991)
- Le soufre & l'encens: Enquête sur les Eglises parallèles et les évêques dissidents, (Paris: C. Vigne, 1995)
- Le blason & ses secrets: Retrouver ou créer ses armoiries aujourd'hui, (Paris: C. Vigne, 1995)
- Blasons des familles d'Europe: Grand armorial universel, (Gaillac: La Place Royale éditions, 1996)
- Dictionnaire du blason / L.-A. Duhoux d'Argicourt, prefaci de Frederic Luz, (Gaillac: La Place Royale éditions, 1996)
- Armorial de France et d'Europe, No. 6, (Gaillac: La Place Royale éditions, 1998)
- Orthodoxie, (Puiseaux : Pardès, 2001)
- Armorial de France et d'Europe, (Gaillac: La Place Royale éditions, 2002)
- Armorial de France et d'Europe, (Gaillac: La Place Royale éditions, 2005)

## Distincions honorífiques
- Comandant de l'Ordre Nacional del Lleó (República de Senegal, 30/04/2004).50x50px